# Acentra
Acentra är ett släkte av fjärilar. Acentra ingår i familjen säckspinnare.
Kladogram enligt Catalogue of Life:
| Acentra | \| \| Acentra subvestalis \| \| \| \| \| \| Acentra vestalis \| \| \| \| |
|         | \| \| Acentra subvestalis \| \| \| \| \| \| Acentra vestalis \| \| \| \| |
|         | Acentra subvestalis                                                      |
|         |                                                                          |
|         | Acentra vestalis                                                         |
|         |                                                                          |